# Breuil-Barret
Breuil-Barret è un comune delegato del comune di Terval, nel dipartimento della Vandea nella regione dei Paesi della Loira. In precedenza comune autonomo, il 1º gennaio 2023 è confluito insieme agli ex comuni di La Tardière e La Chapelle-aux-Lys nel nuovo comune di Terval.

## Società

### Evoluzione demografica
Abitanti censiti